# Glumslöv
Glumslöv egy település Landskrona községben, Skåne megyében, Svédországban, 2010-ben 1994 lakossal. A környék híres emberei közé tartozik Björn Strid, Peter Wildoer és Jonathan Levi.